# Josef Hájek (politik)
Josef Hájek (* 3. července 1956 Olomouc) je český manažer a politik, v letech 2013 až 2021 poslanec Poslanecké sněmovny PČR, od října 2014 zastupitel města Orlové, člen hnutí ANO 2011.

## Život
Po absolvování vojenského gymnázia v Opavě byl v roce 1975 z politických důvodů propuštěn z armády. Vystudoval Vysokou školu báňskou v Ostravě (získal titul Ing.).
Od roku 1977 pracoval 36 let v Ostravsko-karvinských dolech na různých pozicích od horníka stipendisty či vedoucího provozu po vyšší management. V letech 2006 až 2010 byl výrobním náměstkem na Dole Karviná a v letech 2011 až 2013 pracoval jako manažer na generálním ředitelství podniku.

## Politické působení
Ve volbách do Poslanecké sněmovny PČR v roce 2013 kandidoval v Moravskoslezském kraji z pozice nestraníka jako lídr ANO 2011 a byl zvolen poslancem. V březnu 2014 se stal členem hnutí ANO.
V komunálních volbách v roce 2014 byl zvolen za hnutí ANO 2011 zastupitelem města Orlové. Ve volbách do Poslanecké sněmovny PČR v roce 2017 obhájil svůj poslanecký mandát za hnutí ANO 2011 v Moravskoslezském kraji. V komunálních volbách v roce 2018 obhájil post zastupitele města Orlová.
Ve volbách do Poslanecké sněmovny PČR v roce 2021 kandidoval za hnutí ANO 2011 na 11. místě v Moravskoslezském kraji, ale neuspěl (skončil jako první náhradník).